# Вольтаметрія
Вольтаметрія (рос. вольтаметрия, англ. voltammetry) — електрохімічний метод, використовуваний для електрохімічного аналізу або вивчення кінетики і механізму електродних реакцій. Термін об'єднує групу методів, спільним для яких є те, що контролюється потенціал робочого електрода (за допомогою потенціостата) та вимірюється струм, який протікає через електрод. Залежно від того, як змінюють потенціал розрізняють лінійну та циклічну вольтаметрію.
Залежно від способу переносу аналіту вольтаметричні методи є такі:
- гідродинамічні методи (англ. hydrodynamic methods),
- стрипінг-вольтаметрія (англ. stripping voltametry).

Лінійна вольтаметрія — вольтаметрія, де витримується лінійна зміна потенціалу між робочим і допоміжним електродами з часом. Робочий електрод є поляризовним мікроелектродом (приміром, крапельний ртутний електрод, статичний ртутний електрод, різні тверді електроди), тоді як допоміжним та електродом порівняння є електроди з великою поверхнею і порівняно неполяризовні.